# 드림 머신
《드림 머신》(Dream Machine)은 미국에서 제작된 라이만 데이튼 감독의 1991년 액션, 코미디, 범죄 영화이다. 코리 헤임 등이 주연으로 출연하였고 라이만 데이튼 등이 제작에 참여하였다.
이 영화는 1991년 다이렉트-투-비디오로 출시되었다.

## 출연

### 주연
- 코리 헤임

### 조연
- 빌 글래스만
- 수잔 돌란
- 랜들 잉글런드
- 트레이시 프레임
- 수잔 켄트
- 브리트니 르위스
- 브린자 맥그러디
- 짐 맥크렐
- 에반 리처즈
- 수잔 시포스 헤이즈
- 킵 나오요시
- 제레미 슬레이트
- 랜스 C. 윌리엄스
- 게리 원터홀러

## 기타
- 협력프로듀서: 마이클 우글러